# Teratosphaeria proteae-arboreae
Teratosphaeria proteae-arboreae är en svampart som beskrevs av P.S. van Wyk, Marasas & Knox-Dav. 1975. Teratosphaeria proteae-arboreae ingår i släktet Teratosphaeria och familjen Teratosphaeriaceae.   Inga underarter finns listade i Catalogue of Life.